# 島田髷祭
島田髷まつり（しまだまげまつり）は、日本の祭のひとつ。

## 概要・歴史
毎年9月第3日曜日に静岡県島田市にて行われている島田髷の考案者とされる「虎御前」を偲ぶ祭りのこと。1933年9月19日に行われた虎御前感謝祭以来、島田髷まつりとして行われている。当初は休止と催行を繰り返していたが、1968年以降は毎年実施されるようになり、2018年で61回目の開催となる。
数十名の参加者が日本髪を結い、お揃いの浴衣に丸帯、袋帯等を結んで奉納踊りを舞う（島田髷道中）。その後、虎御前の菩提寺でもある鵜田寺にて髷供養感謝祭を行う。島田髷をはじめとして兵庫髷、勝山髷、笄髷といった多様な日本髪を見ることができる。
なお、かつらを使用する者は数名にとどまり、ほとんどの参加者が地毛で日本髪を結う。